# Slzný film

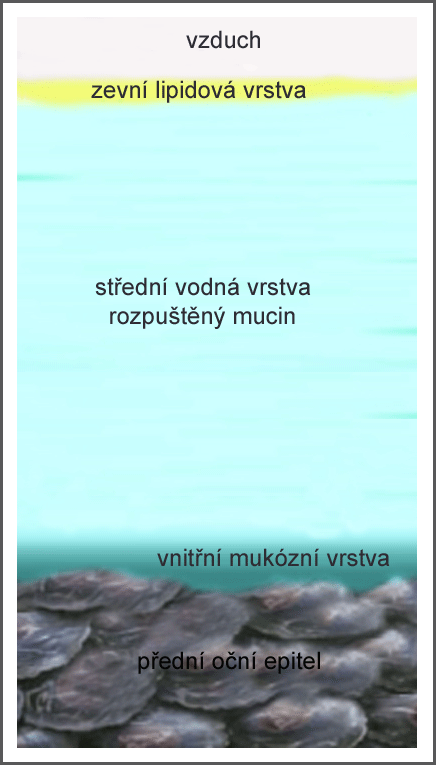
Složení slzného filmu

Slzný film je tenká vrstva vytvořená rozetřením slzy mrknutím víčka po povrchu oka. Slzy jsou produkovány slznými žlázami v množství 1 až 2 µl/min, a rozetřeny do vrstvy 0,007 – 0,010 mm tenké. Tato vrstva a její složení je nezbytné pro správnou funkci oka a zachování zdravé rohovky a spojivky. Slzný film je z oka odváděn ze 75 % slznými cestami a z 25 % se vypařuje.

## Složení
Slzný film se skládá z těchto vrstev:
- Zevní lipidová vrstva je velmi tenká, ale důležitá.  V slznému filmu brání přetékání přes okraj víček, zvyšuje jeho povrchové napětí a snižuje jeho odpařování. Obsahuje volné mastné kyseliny, volný cholesterol, triglyceridy, sterolové estery, polarizované a nepolarizované lipidy.
- Střední vodná vrstva tvoří 90 % množství slz. Je tvořena z 98 % vodou, která zajišťuje zvlhčující funkci slz. V ní jsou rozpuštěné pevné látky. Především se jedná o elektrolyty, dále o glukózu, vitamíny a kyslík vyživující povrchovou vrstvu rohovky. Důležitou součástí jsou také enzymy a protilátky, které působí baktericidně (způsobují rozklad bakterií) a bakteriostaticky (zamezují růstu bakterií). Vzniká sekrecí slzné a přídatné slzné žlázy.
- Vnitřní mukózní vrstva je tvořena glykoprotieny. Umožňuje hladké roztírání vodné složky slzného filmu rovnoměrně po celém povrchu oka a zajišťuje přilnavost slzného filmu k povrchu oka. Vzniká sekrecí pohárkových buněk spojivky.[2]

## Funkce
Slzný film má čtyři důležité funkce:
- Vytváří dokonale hladký optický povrch rohovky a tím umožňuje vznik ostrého obrazu na sítnici.
- Působí jako ochrana proti infekcím jelikož obsahuje takové antibakteriální látky, jako je lysozym, lactoferrin, imunoglobulin, beta-lysin, které jsou významné pro udržení sterility povrchu oka. Současně chrání oko proti nežádoucím faktorům, jako jsou vítr, horko, smog. Odvádí z jeho povrchu cizí tělíska, odloučené epiteliální buňky rohovky  a nečistoty.
- Brání osychání povrchu oka a zároveň zajišťuje zvlhčení jeho povrchu. Tím umožňuje bezproblémový pohyb víček při mrkání, jejich klouzavost po oku.
- Zásobuje rohovkový epitel kyslíkem a živinami.[3]